# Loch Lomond (distillerie)
Pour les articles homonymes, voir Loch Lomond (homonymie).
Loch Lomond est une distillerie de whisky située à Alexandria dans le West Dunbartonshire en Écosse près du Loch Lomond.

## Histoire

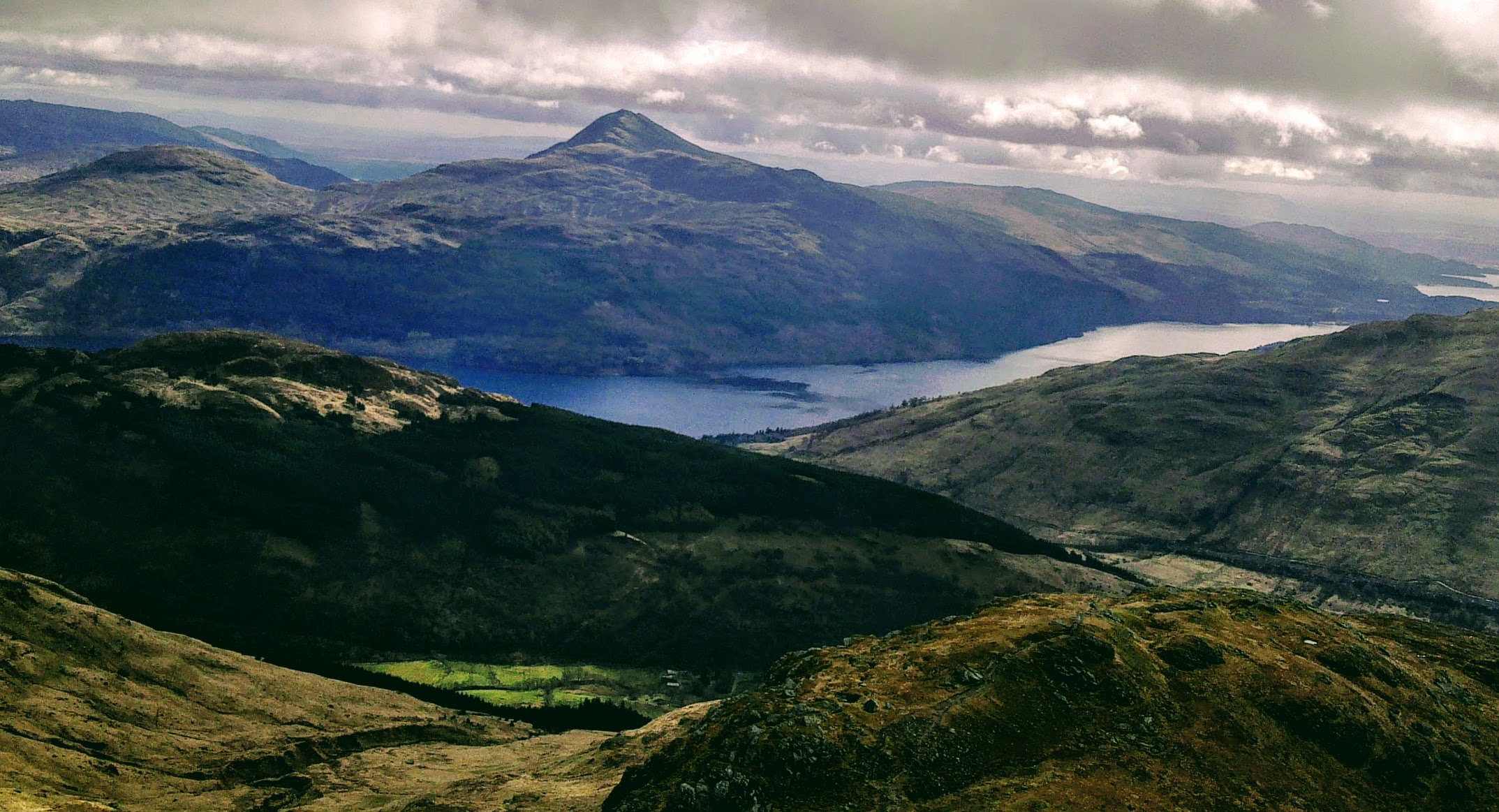
Le Loch Lomond, qui donna son nom à la distillerie.

Établie en 1964 dans une ancienne teinturerie, par les anciens propriétaires de la distillerie Littlemill, la distillerie Loch Lomond a repris le nom de son prédécesseur qui se situait de l'autre côté du loch, à Arrochar et qui opéra de 1814 à 1817. Fermée elle-même en 1984, elle ne dut sa survie qu'à l'action d'un embouteilleur indépendant de la région, l'entreprise Glen Catrine Bonded Warehouse Company Ltd., qui la racheta en 1985 pour accroître sa capacité de production et reprit la production de malt en 1987. La production de whisky de grain commença en 1994. C’était alors la seule distillerie en Écosse produisant du single malt et du whisky de grain. Deux nouveaux alambics à malt ont été ajoutés en 1999. Loch Lomond dispose d’un ensemble unique de trois types d’alambics. 
En mars 2014, le groupe Loch Lomond a été cédé à Exponent, une société britannique de capital-investissement.

## Production
Duncan Barton, le précédent propriétaire de la distillerie Littlemill, est à l’origine du site actuel de la distillerie Loch Lomond. Il y installa des alambics ‘pot still’ innovants dont le chapiteau évoque un alambic à colonne. Les alambics de Loch Lomond possèdent des plateaux dans la partie supérieure permettant un meilleur contact avec les vapeurs d’alcool et un procédé plus efficace. Ces alambics peuvent produire des émanations titrant jusqu’à 90% vol. alors que les alambics traditionnels ne montent qu’à 70% vol. environ. Ce type d’alambic permet de capter différentes notes aromatiques et les sélectionner ou rejeter parmi une large gamme de degrés alcooliques. C’est beaucoup plus difficile à réaliser via l’utilisation d’un alambic ‘pot still’ traditionnel.
La distillerie élabore des whiskys single malts et des blends. Ses principaux produits sont :
- Loch Lomond Original - Single Malt Whisky (40% alc)
- Loch Lomond Reserve - Premium Blended Scotch Whisky (40% alc.)
- Loch Lomond Signature - Deluxe Blended Scotch Whisky (40% alc)
- Loch Lomond 12 Year Old Single Malt Scotch Whisky (46% alc)
- Loch Lomond 18 Year Old Single Malt Scotch Whisky (46% alc)
- Loch Lomond Inchmurrin 12 Year Old Single Malt Scotch Whisky (46% alc)
- Loch Lomond Inchmurrin 18 Year Old Single Malt Scotch Whisky (46% alc)
- Loch Lomond Inchmurrin Madeira Wood Finish Single malt Scotch Whisky (46% alc)

## Fiction
Cette marque est connue des tintinophiles, car elle apparaît de temps en temps dans les albums de Tintin publiés après la création de la marque. À noter que sa première occurrence se situe dans la version de l'Île noire refondue en 1966.
Le personnage de Sydney dans la BD Dykes to Watch Out For consomme également du Loch Lomond.